# یواس آرسی اینگام (۱۸۳۲)
یواس آرسی اینگام (۱۸۳۲) (به انگلیسی: USRC Ingham (1832)) یک کشتی است که طول آن ۷۳٫۴ فوت (۲۲٫۴ متر) می‌باشد. این کشتی در سال ۱۸۳۲ ساخته شد.